# Stefan Johansson
Stefan Nils Edwin Johansson (* 8. září 1956 Växjö) je švédský automobilový závodník a manažer, známý pod přezdívkou „Lill-Lövis“.
V roce 1980 vyhrál British Formula Three Championship a debutoval ve Formuli 1 v týmu Shadow Racing Cars. Pak jezdil European Formula Two Championship a v letech 1983–1991 nastupoval v šampionátu F1 pravidelně: ve čtyřech velkých cenách skončil druhý a v osmi třetí, dohromady nasbíral 88 bodů a v roce 1986 skončil na pátém místě mistrovství světa jezdců F1. V letech 1992–1996 jezdil v americkém seriálu Champ Car, kde byl vyhlášen nováčkem roku, nevyhrál však ani jeden závod, na 500 mil Indianapolis obsadil v roce 1993 11. místo. Pak se zaměřil na závody sportovních prototypů, v roce 1997 vyhrál 12 hodin Sebringu i 24 hodin Le Mans, v roce 2003 byl v Le Mans třetí.
Provozoval vlastní závodní stáj American Spirit Team Johansson a byl manažerem závodníků Scotta Dixona a Felixe Rosenqvista. Působí jako televizní komentátor stanice Viasat Motor, věnuje se také vinařství a návrhářství luxusních náramkových hodinek. Jeho přítel Mark Knopfler mu věnoval píseň „Speedway at Nazareth“.

## Výsledky v F1
- 1980: 0 bodů (Shadow Racing Cars)
- 1983: 0 bodů (Spirit Racing)
- 1984: 3 body, 17. místo (Tyrrell, Toleman)
- 1985: 26 bodů, 7. místo (Tyrrell, Scuderia Ferrari)
- 1986: 23 bodů, 5. místo (Scuderia Ferrari)
- 1987: 30 bodů, 6. místo (McLaren)
- 1988: 0 bodů (Equipe Ligier)
- 1989: 6 bodů, 12. místo (Onyx Grand Prix)
- 1990: 0 bodů (Onyx Grand Prix)
- 1991: 0 bodů (Automobiles Gonfaronnaises Sportives, Footwork)